# Супрунчик, Иван Филиппович
Иван Филиппович Супрунчик (бел. Іван Піліпавіч Супрунчык, род. 23 октября 1942, д. Теребличи, Давид-Городокский район, Пинская область) — белорусский скульптор, резчик по дереву, художник. Народный мастер Республики Беларусь, член Белорусского союзов мастеров народного творчества.

## Биография[2]
Родился 23 октября 1942 года в деревне Теребличи Давид-Городокского района Пинской области (ныне Столинского района Брестской области) в крестьянской семье. У отца, Филиппа Федотовича (1910–1944) и матери, Аксиньи Степановны (1913–2000) он был четвёртым ребёнком. Но Филипп и Аксинья не долго пожили вместе, началась Великая Отечественная война, на которой отец погиб на фронте в 1944 году во время освобождения Польши и был похоронен в братской могиле в Зелёна-Гуре.
|
Рисовать Иван начал с девяти лет, его никто не учил. Он пешком ходил за 18 километров в Давид-Городокскую библиотеку, где брал книги о художниках и искусстве.
В 1961–1964 годах служил в Советской Армии, потом работал художником-оформителем в колхозе «Правда», рисовал транспаранты, лозунги.
В 1965 году женился на Марии Ивановне Симончик, учительнице начальных классов. Устроился работать библиотекарем в Теребличскую сельскую библиотеку. В 1980 году заочно окончил Могилевский библиотечный техникум. Отработал в библиотеке 36 лет. В 2002 году награждён Почетной грамотой Министерства культуры Республики Беларусь за значительный личный вклад в развитие библиотечного дела.
В 1966–1970 годах заочно учился во Всесоюзном народном университете искусства имени Н. К. Крупской (г. Москва) на факультете рисунка и живописи.
С 1967 года участник художественных выставок, с 1980 года пленэров и семинаров.
Искусствовед и этнограф, собиравший белорусские костюмы, Михаил Федорович Романюк, говорил о нём так:
...Мне лично кажется, что он стал интересным как мастер, как личность, когда перестал слушать столичных и областных методистов-консультантов, искавших в скульптурах народного резчика неточности, непропорциональности, мерили, или ровные руки и ноги... И не замечали главного.
Резьбу И. Ф. Супрунчик делает исключительно топором. Но так было не всегда, когда-то он дорабатывал скульптуры резцами. С течением времени он отказался от дополнительной обработки.
В 1989 году была проведена его персональная выставка "Портрет с топором « в рамках ІІІ Всероссийского фестиваля народного творчества на ВДНХ в Москве. Персональные выставки были устроены также в Столине, Пинске, Бресте, Минске, Киеве, Голландии и Польше.
В 1996 году была торжественно открыта библиотека-музей в Теребличах, в 2001 году Теребличскому общественному музею этнографии с коллекцией предметов от археологических памятников до крестьянского быта присвоено звание „Народный“.
Его произведения находятся в фондах:
1. Национального исторического музея Республики Беларусь
2. Музея белорусской культуры
3. Института искусствоведения, этнографии и фольклора имени К. Крапивы
4. НАН Беларуси
5. Брестского областного краеведческого музея
6. Столинского районного краеведческого музея
7. Мотольского музея народного творчества и др.

В 2001 году И. П. Супринчик был принят в Белорусский союз мастеров народного творчества.
Награждён специальной премией Президента Республики Беларусь деятелям культуры и искусства „За духовное возрождение“ за 2000 год в номинации „Народное творчество“ (за пластическое воплощение в традиционной резьбе по дереву белорусских фольклорных мотивов). Удостоен звания „Народный мастер Беларуси“ (2003). Получил Гран-при ХІV Международного фестиваля искусств „Славянский базар в Витебске“ (2005) в рамках ярмарки-конкурса народных ремесел и промыслов.
В 2008 году он стал почетным гражданином Столинского района, в 2014 году удостоен звания „Почетный полешук“.
Дважды лауреат ВДНХ в Москве, удостоен золотой медали за достижения в развитии самодеятельного народного творчества, дважды лауреат Международного фестиваля „Славянский базар“ в Витебске, лауреат премии белорусского Совета профсоюзов.

## Творчество

### Резьба по дереву[3]
Я взял топор и начал рубить с дерева любой породы: береза, дуб, ольха, ива. Но больше с дуба. Шел в лес, искал посохшие дубы и просто на корню вырубал то, что задумал. Все работы роблые в лесу. На пеньках. Так они там и стояли. Я потом посрезывал» — Иван Филиппович Супрунчик
Оригинальный текст (бел.)Я ўзяў сякеру і пачаў секчы з дрэва любой пароды: бяроза, дуб, вольха, вярба. Але больш з дубу. Ішоў ў лес, шукаў пасохлыя дубы і проста на корані высякаў тое, што задумаў. Усе работы робленыя ў лесе. На пяньках. Так яны там і стаялі. Я потым пазрэзваў

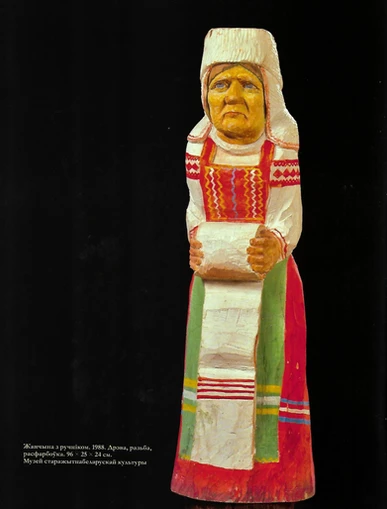
Жанчына з ручніком. Работа Ивана Супрунчика

Творчество Ивана Супрунчика характеризуется искусным владением традиционными технологиями резьбы и росписи по дереву.
Каждая серия впечатляет своей глубиной и художественным воплощением.

### Графика[4]
«Талант? Вселится что-то такое. Мне так вселилось, что я не мог прожить и дня. ….Это все-таки и работа большая. Надо работать. И талант без работы ничего не значит».Оригинальный текст (бел.)"Талент? Уселіцца нешта такое. Мне так усялілася, што я не мог пражыць і дня. ….Гэта ўсё-такі і праца вялікая. Трэба працаваць. І талент без працы нічога не значыць".

Рисовать Иван Филиппович начал примерно с 9 лет, рисует всем, что пригодно, за материал берёт даже цветы.
Графику Ивана Филипповича относят к инситному (от. лат. инситус — природное, самобытное) искусство Беларуси. Его произведения познавательны самобытностью художественного стиля.
В последние годы чаще обращается к карандашам и кисти, появились серии графических произведений, посвященных белорусским обрядам и традициям.

## Заслуги
- Лауреат специальной премии Президента Республики Беларусь «За духовное возрождение» (2001).
- Почётный гражданин Столинского района (2009) за большой личный вклад в сохранение историко-культурного наследия.
- Лауреат Международного фестиваля «Славянский Базар» (трижды).